# Ödön Tersztyánszky
Ödön Tersztyánszky (6 de março de 1890 – 21 de junho de 1929) foi um esgrimista húngaro que participou dos Jogos Olímpicos de Verão de 1924 e de 1928, sob a bandeira da Hungria.